# Sanur
Sanur – wieś w Palestynie, w muhafazie Dżanin. Według danych Palestyńskiego Centralnego Biura Statystycznego w 2016 roku liczyła 5055 mieszkańców.